# Sông Nước Đục
Sông Nước Đục là một con sông đổ ra Sông Cái Lớn. Sông có chiều dài 61 km và diện tích lưu vực là km². Sông Nước Đục chảy qua các tỉnh Hậu Giang, Kiên Giang.